# ダック・テスト

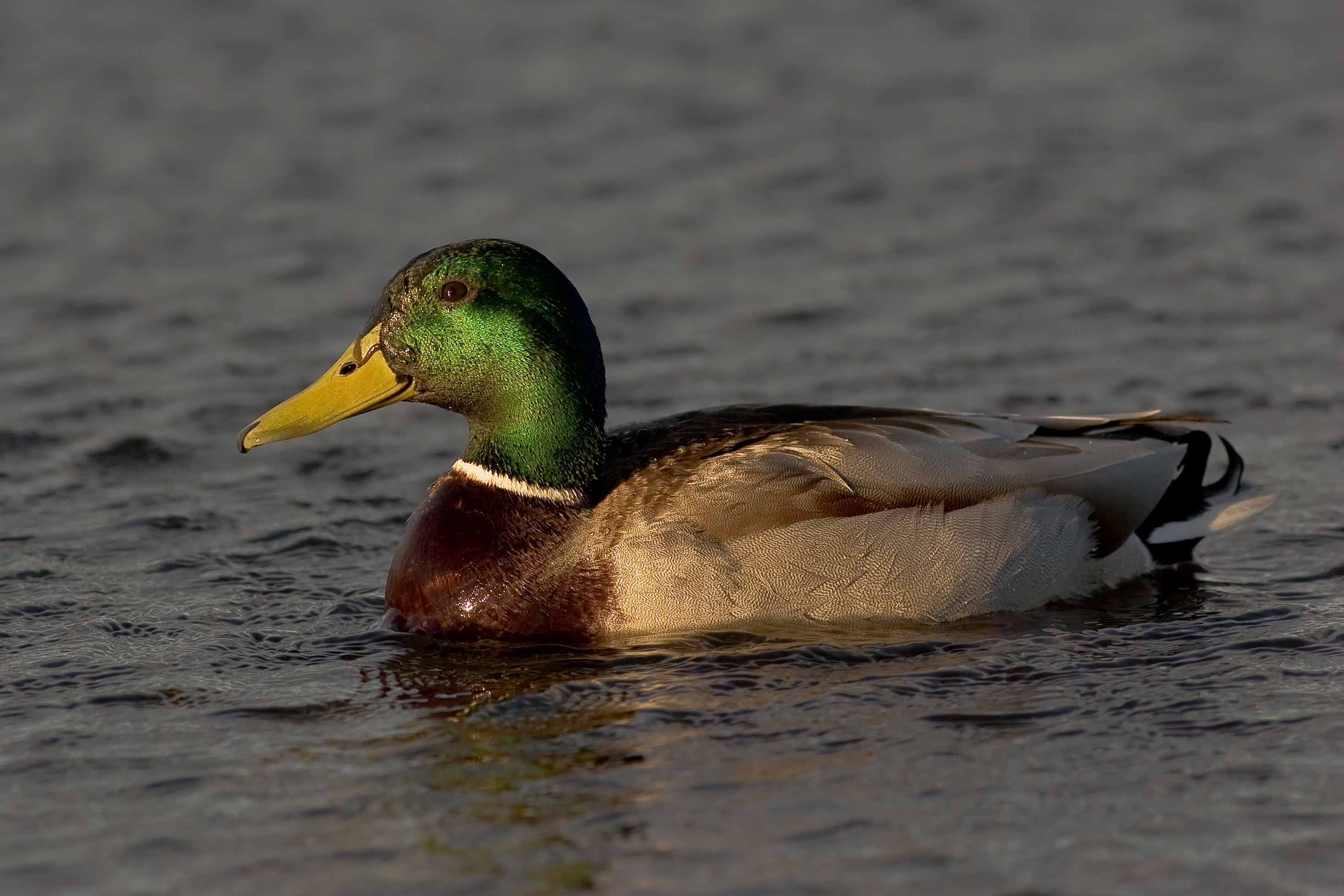
これは鴨のように見え、鴨のように泳ぎ、鴨のように鳴く。したがって、これはたぶん鴨である。

ダック・テスト（duck test）とは、アメリカ合衆国やイギリスでよく見られるアナロジーのひとつである。特にイギリスにおいては、「英国規格ダック・テスト」と、あたかも国の標準規格であるかのようにも呼ばれる。ダック・テストは、以下のように説明される。 
ある鳥が鴨のように見え、鴨のように泳ぎ、鴨のように鳴くならば、それはたぶん鴨である。
ダック・テストは帰納法の一種である。ある者が認識可能な事象から、未知のものの真の姿を推し量ることができるというものである。このテストは、ものごとは見えるとおりのものでないこともあり得るとする深遠な議論への反論としても用いられる。
起源については定説はないが、有力な説は2説ある。1つは1964年にリチャード・カーディナル・クッシングがフィデル・カストロの言を参考にしてこの言葉を用いたとする説である。もう1つは、冷戦構造下の1950年、アメリカ合衆国の駐グアテマラ大使リチャード・カニングハム・パターソン・ジュニアがグアテマラ大統領ハコボ・アルベンス・グスマンを共産主義に転じたとして告訴した際に用いたとする説である。
後者の説では、パターソンは以下のように推論を行ったという。
農場のそばを歩いている鳥を見たとしよう。鳥は「鴨」という名札をつけてはいない。しかし、鳥は確かに鴨のように見える。また、その鳥は池に入り、鴨のように泳ぐ。そこでその鳥はくちばしを開き、鴨のように鳴く。ここまで来れば、鳥が名札をつけていようがいなかろうが、その鳥が鴨であるという結論にはとっくに達したであろう。
つまり、パターソンやその他アメリカ当局職員は、アルベンス政権の多くの特徴は、革命的改革の実行を示すものであると断定したのである。彼らの所見では、アルベンス政権による反対派メディアの検閲、民間投資よりも公共投資を重視する姿勢、政府主導の農地改革、反帝国主義的な方策、労働組合の合法化など民主的改革などが、共産主義化に相当するとされたのである。
「ダック・テスト」という用語は、未知のものをその特徴から推察するプロセスとして、アメリカ合衆国では現在でも、特にエンドユーザコンピューティングの一形態としてよく使われる。
また、このテストはしばしば悪とされるものを識別し、懲罰を決定するにあたっての帰納法の使用を正当化するために用いられる。